# 横窝希蛛
横窝希蛛（学名：Achaearanea transipora）为球蛛科希蛛属的动物。在中国大陆，分布于海南、广西等地，一般生活于稻田中。